# Железко, Олег Викторович
Олег Викторович Железко (род. 26 сентября 1969 года, Актюбинск, Казахская ССР, СССР) — учредитель и управляющий партнёр инвестиционной компании Da Vinci Capital.

## Карьера

### Начало
В 1992 году начал работу в консалтинговой компании Andersen Consulting (позже была переименована в Accenture), в которой он занимался проектами в области информационных технологий и разрабатывал бизнес-стратегии для компаний в Великобритании, Европе и России.
В 1996 году перешёл в МcKinsey & Company, где работал на российском и чешском рынке. 
В 1998 году занял должность вице-президента по развитию бизнеса в инвестиционном банке Credit Suisse First Boston в Лондоне. Являлся операционным директором по торговле акциями в регионе EMEA (Центральная и Восточная Европа, Турция, Южная Африка и Средний Восток). На этой должности занимался структурированием сделок и M&A.
В 2004 году получил предложение от Стивена Дженнингса возглавить деривативное направление в «Ренессанс Капитале». В итоге возглавил группу структурных продуктов. Запустил платформу для альтернативных инвестиций на развивающихся рынках. Результатом стало привлечение около $5 млрд в 2005 году, а прибыль для инвесторов составила около $200 млн..

### Da Vinci Capital

#### Управление компанией
В 2007 году основал компанию «Da Vinci Capital», которая занимается управлением фондами прямых инвестиций. На 2022 год являлся управляющим партнёром компании и отвечал за стратегию развития и управление компанией. По решению Железко был проведён листинг компании на Лондонской бирже. К 2022 году Da Vinci Capital имела под управлением более $500 млн, в том числе привлеченных от международных институциональных инвесторов, включая Европейский Банк Реконструкции и Развития (EBRD), DEG KfW и 57 Stars.
Железко входит в инвестиционные комитеты фондов под управлением Da Vinci Capital, а также в советы директоров некоторых портфельных компаний, включая ITI Group и ITI Funds. Ранее также входил в советы директоров компаний Softline и РТС.

#### Участие в сделках
В феврале 2008 года по инициативе Железко Da Vinci Capital инвестировал в EPAM Systems $18,6 млн. В июле 2009 года он вошёл в совет директоров компании. Способствовал выходу компании на IPO. В феврале 2012 года EPAM провел размещение на Нью-Йоркской фондовой бирже.
В марте 2008 года Da Vinci Capital инвестировал в биржу РТС. В 2010 году Олег Железко был избран заместителем председателя Совета директоров РТС: занимался развитием биржи, деривативных продуктов и индекса РТС. К осени 2011 года Da Vinci Capital стал самым крупным акционером биржи, доведя пакет акций до 15 %. Олег Железко был одним из инициаторов объединения РТС и ММВБ и руководил командой от Da Vinci Capital, занимавшейся переговорами по объединению, которое завершилось в декабре 2011 года. После этого Олег Железко руководил группой, которая занималась подготовкой к IPO. Оно состоялось в 2013 году по оценке более $4 млрд на собственной торговой площадке под тикером MOEX, объем размещения составил более $500 млн.
В 2016 году инвестировал и привлек соинвесторов в международную ИТ-компанию «Softline». Общая сумма инвестиций составила около $40 млн, из которых $20 млн были получены непосредственно от Da Vinci Capita. В 2017 году Олег Железко вошёл в совет директоров «Softline»: занимался разработкой и реализацией глобальной M&A стратегии. Руководил подготовкой и проведением успешного IPO на LSE, наймом топ-менеджмента, разработкой стратегии выхода на новые рынки, а также модернизацией корпоративного управления. Оборот компании в 2015 году составил $741 млн, а к 2021 уже $2.2 млрд.